# Острозька районна рада
Острозька райо́нна ра́да — районна рада Острозького району Рівненської області. Адміністративний центр — місто Острог.

## Склад ради
Загальний склад ради: 42 депутати.

### Голова
Стрілецька Валентина Володимирівна (нар. 20 грудня 1968) — голова Острозької районної ради.

#### Голови районної ради (з 2006 року)
| ПІБ                                | Основні відомості                                                               | Дата обрання | Дата звільнення |
| ---------------------------------- | ------------------------------------------------------------------------------- | ------------ | --------------- |
| Гвізда Інна Ярославівна            | Голова районної ради, 1960 року народження                                      | 26.03.2006   | 31.10.2010      |
| Хутиз Рустам Хамзетович            | Голова районної ради, 1977 року народження, освіта вища, член «Партії регіонів» | 31.10.2010   | 25.10.2015      |
| Стрілецька Валентина Володимирівна | Голова районної ради, 1968 року народження                                      | ?            |                 |

Примітка: таблиця складена за даними джерела